# Сідра (Пуерто-Рико)
Сідра (ісп. Cidra, МФА: [ˈθiðɾa]) — муніципалітет Пуерто-Рико, острівної території у складі США. Заснований 1809 року.

## Географія
Сідра розташований у центральній частині острову Пуерто-Рико. 
Площа суходолу муніципалітету складає 93 км² (46-е місце за цим показником серед 78 муніципалітетів Пуерто-Рико).

## Демографія
Станом на 2010 рік на території муніципалітету мешкало 43 480 ос.
Динаміка чисельності населення:

## Населені пункти
Найбільші населені пункти муніципалітету Сідра:
| Населений пункт       | Статус | Населення :   | Населення :   | Населення :   |
| Населений пункт       | Статус | на 01.04.1990 | на 01.04.2000 | на 01.04.2010 |
| --------------------- | ------ | ------------- | ------------- | ------------- |
| Баямон                | Селище | 1 053         | 1 699         | 2 038         |
| Сідра                 | Місто  | 5 580         | 4 881         | 5 109         |
| Парселас-Ла-Мілагроса | Селище | 1 161         | 1 344         | 1 290         |
| Парселас-Нуевас       | Селище | 1 279         | 1 628         | 1 579         |
| Родрїгес-Ев'я         | Місто  | н/д           | н/д           | 325           |